# Мальта (нефть)
Мальта (лат. maltha, от др.-греч. μάλθη — смесь воска и смолы) — густая, вязкая разновидность нефти, подвергшаяся  выветриванию. Они состоят из масел (40—65%) и содержат не меньше 35 % асфальтово-смолистых компонентов. Плотность около 1,0 г/см³. Считается, что мальта — продукт полимеризации нефти и является промежуточным звеном между органическим веществом, из которого образуется нефть, и самой нефтью.